# Franco-Ottomaanse Alliantie

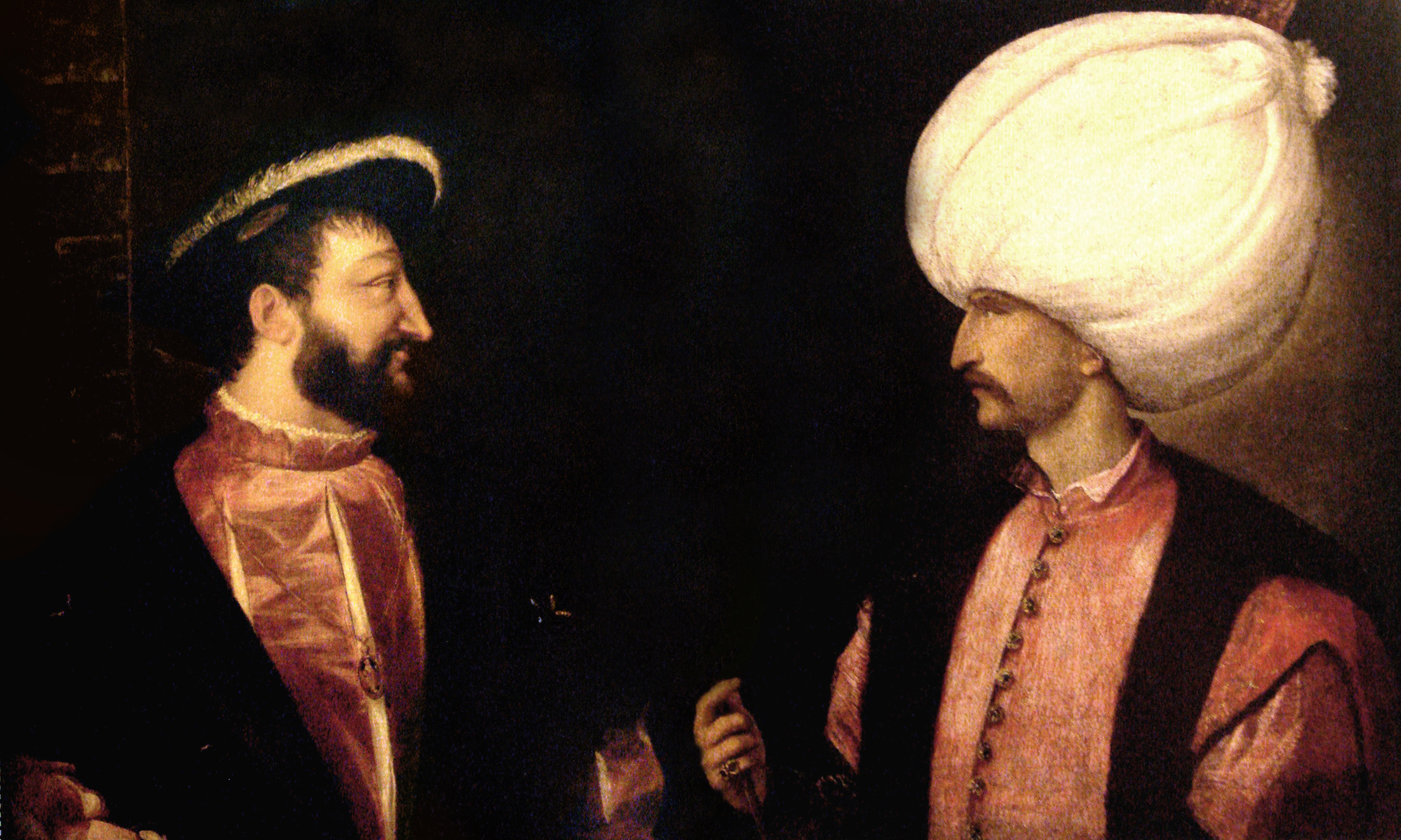
Frans I van Frankrijk en Süleyman I

De Franco-Ottomaanse Alliantie was een alliantie tussen  het Koninkrijk Frankrijk en het Ottomaanse Rijk. Het begon in 1536 en eindigde tijdens de regering van Napoleon I. De bondgenootschap tussen een christelijke en een islamitische staat, zorgde voor een hevige controverse en veroorzaakte een schandaal in het hele christelijke wereld.

## Achtergrond
Na de Slag bij Pavia (1525) werd koning Frans I van Frankrijk door Keizer Karel V opgesloten in Madrid en was op zoek naar bondgenoten. De moeder van Frans I, Louise van Savoye, slaagde er in de Liga van Cognac samen te brengen en stuurde ambassadeur Jean Frangipani naar sultan Süleyman I, met de bede het Heilige Roomse Rijk aan te vallen. Na de ondertekening van de Vrede van Madrid kwam Frans I vrij. Op 29 augustus 1526 viel Süleyman I Hongarije binnen en kort nadien begon de Oorlog van de Liga van Cognac, opnieuw verloor Frans I.

## Frans I

### Toenadering
In 1532 zocht diplomaat Antonio Rincon toenadering bij sultan Süleyman I, wat leidde tot het oprichten van een ambassade van het Ottomaanse Rijk in Frankrijk en omgekeerd. Het verlies van de Ottomanen tijdens de Slag om Tunis in 1535, bracht beide partijen nader tot elkaar. Begin 1536 werd een capitulatie (handelsverdrag) getekend, daarmee werden de privileges die de Fransen tot dan toe hadden genoten in Egypte, uitgebreid tot het gehele Ottomaanse Rijk.

### Militaire samenwerking
De eerste militaire samenwerking was de Italiaanse Oorlog (1536-1538). De oorlog eindigde met de Vrede van Nice, daar bleek Frans I een onbetrouwbare partner voor Süleyman I. De relatie bekoelde. De moord op ambassadeur Antonio Rincon in 1541 bracht hen terug samen, de aanleiding tot de Italiaanse Oorlog (1542-1546). Tijdens de winter 1543-1544 lag de Ottomaanse vloot van Barbarossa aangemeerd in de haven van Toulon. Tijdens de slag bij Esztergom in Hongarije vochten de Fransen aan de zijde van de Ottomanen.

### Resultaat
De alliantie bood strategische steun aan het koninkrijk Frankrijk en beschermde het op effectieve wijze tegen de ambities van Karel V. Het gaf het Ottomaanse Rijk de kans om betrokken te raken bij de Europese diplomatie en het verwerven van prestige in Europa. De nadelen waren onder meer de vele negatieve propaganda tegen Frankrijk en zijn ‘onheilige’ alliantie met een moslimmacht, men noemde het een duivels verdrag.

## Hendrik II
Koning Hendrik II van Frankrijk zette de politiek van zijn vader verder. De verovering van de Tunesische havenstad Mahdia door admiraal Andrea Doria was de aanleiding voor de Italiaanse Oorlog (1551-1559). De Franco-Ottomaanse Alliantie hield stand. De oorlog eindigde met de Vrede van Cateau-Cambrésis en even later met de dood van Hendrik II in 1559.

## Godsdienstoorlogen
Tijdens de Europese godsdienstoorlogen (1562-1648) kozen de Ottomanen de kant van de protestanten tegen de Habsburgse monarchie, omdat ze geen afgoden aanbaden, in één God geloofden en tegen de paus en de keizer vochten. De leuze Liever Turks dan paaps stamt uit deze periode, men spreekt van calvinoturkisme. De Habsburgers reageerden met hard optreden tegen de morisken en steunden de Perzen in de Ottomaans-Perzische oorlogen.
Koning Hendrik IV van Frankrijk, eerst Hugenoot, steunde de morisken in hun strijde tegen de Spanjaarden. Hij zette het beleid van de Frans-Ottomaanse alliantie voort en ontving een ambassade van Mehmet III en Ahmed I. In 1604 vernieuwde hij de capitulaties. Onder Lodewijk XIII van Frankrijk bleef de band goed.

## Lodewijk XIV
In 1660 huwde Lodewijk XIV met de Habsburgse Maria Theresia van Spanje en veranderde de Franse houding. Ook de Barbarijse zeerovers, gesteund door de Ottomanen, waren een doorn in het oog. Na de Hollandse Oorlog veranderde zijn houding. Hij hernieuwde de handelsbetrekkingen en beloofde de Ottomanen, de Habsburgers niet te steunen in de Grote Turkse Oorlog. In de Negenjarige Oorlog (1688-1697) viel Lodewijk zelf het Heilig Roomse Rijk aan, en gaf daarmee de Ottomanen heel wat zuurstof, hij kreeg de bijnaam, de meest christelijke Turk.

## Achttiende eeuw
In de achttiende eeuw hield alliantie stand. Naast economische betrekkingen, ontstond er ook een culturele en militaire samenwerking. Het oriëntalisme en Turkomanie vierden hoogtij. Op militair vlak hielp Frankrijk aan de modernisering van het Turkse leger. Tot aan Napoleon Bonaparte waren ongeveer 300 Franse artillerieofficieren en ingenieurs actief in het Ottomaanse Rijk om artillerie-eenheden te moderniseren en op te leiden.

## Napoleon
Met de Expeditie van Napoleon naar Egypte kwam er een einde aan de alliantie. Niettemin stonden de sultans aan de zijde van Frankrijk ten tijde van de Napoleontische oorlogen. Het verdrag van de Dardanellen in 1809 betekende het definitieve einde van de alliantie, het Britse Rijk werd vanaf dan de bevoorrechte partner van het Ottomaanse Rijk.